# Neogea
Genre
Neogea est un genre d'araignées aranéomorphes de la famille des Araneidae.

## Distribution
Les espèces de ce genre se rencontrent en Asie du Sud, en Asie de l'Est, en Asie du Sud-Est et en Nouvelle-Guinée.

## Liste des espèces
Selon World Spider Catalog (version 17.0, 23/03/2016) :
- Neogea egregia (Kulczyński, 1911)
- Neogea nocticolor (Thorell, 1887)
- Neogea yunnanensis Yin, Wang, Xie & Peng, 1990

## Publication originale
- Levi, 1983 : The orb-weaver genera Argiope, Gea, and Neogea from the western Pacific region (Araneae: Araneidae, Argiopinae). Bulletin of the Museum of Comparative Zoology, vol. 150, p. 247-338 (texte intégral).